# تماسينت (إمرابطن)
تماسينت هي إحدى مشيخات المملكة المغربية، تتبع جغرافيا لإقليم الحسيمة وإداريًا لإمرابطن. يقدر عدد سكانها بـ 1822 نسمة حسب الإحصاء الرسمي للسكان والسكنى لسنة 2004.